# Ferdinand Falkson
Ferdinand Falkson (* 20. August 1820 in Königsberg (Preußen); † 31. August 1900 ebenda) war ein deutscher Arzt, Schriftsteller und Politiker.

## Leben
Falkson studierte an der Albertus-Universität Königsberg Medizin und wurde 1839 Mitglied der Hochhemia. 1842 wurde er zum Dr. med. promoviert. Er war jüdischer Herkunft und blieb seiner Religion bis an sein Lebensende treu.
Im Jahre 1845 verlobte er sich mit der Kaufmannstochter Friederike Moeller, die evangelische Christin war. Im vollen Einverständnis mit seiner Braut und deren Eltern beschloss er, sich "ohne konfessionellen Übertritt zu vermählen". Da ihm die Heiratserlaubnis in Preußen verweigert wurde, ging das Brautpaar in Begleitung des Brautvaters nach Hull in England und heiratete dort am 26. Juli 1846 in der Trinity Cathedral zu Hull. Bei seiner Rückkehr nach Königsberg wurde er angeklagt, gegen das Gesetz verstoßen zu haben. Der Prozess zog sich über drei Jahre hin und wurde von Falkson 1849 gewonnen. Sein Kampf um die Anerkennung von interkonfessionellen Ehen erregte im Königreich Preußen Aufsehen, zumal er sich schon früh für den Liberalismus eingesetzt hatte. Von 1861 bis 1867 war er Vorsitzender des liberalen Handwerkervereins und Stadtverordneter in Königsberg. Zeitlebens befreundet war er mit Ferdinand Gregorovius. Ein Sohn war Franz Falkson.

## Werke
- Tristan und Isolde, 1839
- Gedichte eines Königsberger Poeten, Königsberg 1844 (Digitalisat bei Google Books)
- Gemischte Ehen zwischen Juden und Christen. Dokumente, Altona 1845 (Digitalisat bei Google Books)
- Die Emancipation der Juden und die Emancipation der Denkenden, 1845
- Aktenstücke meines Eheprocesses, 1845, 1847
- Giordano Bruno, 1846 (Digitalisat bei Google Books)
- Neue Briefe des Junius [d. i. Ferdinand Falkson]., Samter 1849, 48 S. (gemeinsam mit L. Weyl-Liew)
- Göthe und Charlotte Kestner. Ein Vortrag, Prag 1869 (Digitalisat bei Google Books)
- Drei Wochen in Brüsterort, 1874
- Die liberale Bewegung in Königsberg (1840–1848). Memoirenblätter, Breslau 1888 (Digitalisat bei Google Books)
- Reisebilder, 1890
- Spätsommerfahrten, 1890

## Bibliographie
- Julius N. Weisfert: Biographisch-Litterarisches Lexikon für Königsberg und Ostpreussen, S. 61 f., Königsberg i. Pr. 1898